# Feuillade (Charente)
Feuillade település Franciaországban, Charente megyében. Lakosainak száma 284 fő (2022. január 1.). Feuillade Charras, Grassac, Mainzac, Marthon, Montbron, Souffrignac és Varaignes községekkel határos.

## Népesség
A település népessége az elmúlt években az alábbi módon változott:
| Lakosok száma | 361  | 355  | 330  | 313  | 292  | 301  | 310  | 312  | 303  | 284  |
|               | 1968 | 1982 | 1990 | 2006 | 2013 | 2015 | 2017 | 2019 | 2020 | 2022 |